# Ernest Monnington Bowden
Ernest Monnington Bowden [ˈbaʊ̯dn̩] (* 1859; † 3. April 1904 in Ramsgate) war ein irischer Erfinder. Er entwickelte den nach ihm benannten Bowdenzug, den er 1896 als Patent anmeldete.
Bowden war das jüngste von sechs Kindern des Pfarrers Ellis Treacher Bowden (1819–1896) und dessen Frau Maria Jones († 1875). Er besuchte das Malvern College in Great Malvern und das Pembroke College in Cambridge und erhielt seinen Bachelor of Arts im Jahr 1881.

## Werke
- Tyres of '95. Descriptive particulars of the above with all the latest improvements and tyre accessories, together with hints on the preservation and repair of pneumatic tyres; 1894 (englisch)
- The Pocket Guide to Cycling: A Book of Practical Hints for Followers of the Pastime and Sport; 1900 (englisch)